# Erich Möller
Erich Möller (3 de mayo de 1905-24 de mayo de 1964) fue un deportista alemán que compitió en ciclismo en la modalidad de pista. Ganó tres medallas en el Campeonato Mundial de Ciclismo en Pista entre los años 1930 y 1932.

## Medallero internacional
| Campeonato Mundial | Campeonato Mundial     | Campeonato Mundial | Campeonato Mundial |
| Año                | Lugar                  | Medalla            | Competición        |
| ------------------ | ---------------------- | ------------------ | ------------------ |
| 1930               | Bruselas (Bélgica)     | Medalla de oro     | Medio fondo (P)    |
| 1931               | Copenhague (Dinamarca) | Medalla de plata   | Medio fondo (P)    |
| 1932               | Roma (Italia)          | Medalla de bronce  | Medio fondo (P)    |